# Jack Vidgen
Jack Vidgen (né le 17 janvier 1997)  est un chanteur australien, connu pour avoir gagné la cinquième saison d'Australia's Got Talent et sa participation à The Voice Australia 2019. Il a ensuite signé un contrat d'enregistrement avec Sony Music Australia. Son premier single, « Yes I am », a été lancé en téléchargement numérique le 3 août 2011. Le premier album studio de Vidgen, également intitulé « Yes I am », a été lancé le 19 août 2011. L'album a débuté au troisième rang de la ARIA Charts et a été certifié or par l'ARIA. Son deuxième album studio, « Inspire », a été lancé le 27 avril 2012, mais a moins bien réussi que son précédent, n'atteignant que la 23e position sur le palmarès ARIA Albums.

## Biographie
Jack Vidgen est le fils de Steve Vidgen et Rachel Hayton. De 2007 à 2010, Vidgen se produit dans divers événements à Sydney, y compris les écoles Schools Spectacular, Eisteddfod, et des chants de Noël. Autodidacte, il apprend à jouer du piano et de la guitare. Il a également fréquenté le Balgowlah Boys High School. Après sa victoire à Australia's Got Talent en 2011, Jack Vidgen quitte son lycée pour continuer par enseignement à distance. En mars 2014, il publie sur son compte Facebook qu'il a été opéré d'une tumeur derrière l'œil gauche,. Grand amateur de café, il a déclaré : "Get me my converse & a cup of coffee and I'm set for a good day" (Donnez-moi mes Converse et un tasse de café et je suis prêt pour une bonne journée)
Le 12 janvier 2016, il fait part de son souhait de faire un break et de s'éloigner un temps du showbiz et de la pression de l'industrie musicale pour vivre sa jeunesse comme tous les adolescents.

## Discographie

### Albums studio
| Titre    | Détails de l'album                                                                     | Palmarès | Certifié      |
| Titre    | Détails de l'album                                                                     | AUS      | Certifié      |
| -------- | -------------------------------------------------------------------------------------- | -------- | ------------- |
| Yes I Am | - Lancement : 19 août 2011 - Format: CD, téléchargement - Label: Sony Music Australia  | 3        | - ARIA : Gold |
| Inspire  | - Lancement : 27 avril 2012 - Format: CD, téléchargement - Label: Sony Music Australia | 23       |               |

### Singles
| Année | Titre           | Palmarès | Album        |
| Année | Titre           | AUS      | Album        |
| ----- | --------------- | -------- | ------------ |
| 2011  | « Yes I Am »    | 35       | Yes I Am     |
| 2012  | « Finding You » | —        | À déterminer |

### Singles promotionnels
| Année | Titre                                  | Album    |
| ----- | -------------------------------------- | -------- |
| 2011  | "And I Am Telling You (I'm Not Going)" | Yes I Am |

## Prix et nominations
| Année | Type                                       | Prix                                   | Résultat |
| ----- | ------------------------------------------ | -------------------------------------- | -------- |
| 2011  | Nickelodeon Australian Kids' Choice Awards | Aussie Musos                           |          |
| 2011  | IT List Awards,                            | Single de 2011 ("Yes I Am")            |          |
| 2011  | IT List Awards,                            | Album de 2011 (Yes I Am)               |          |
| 2011  | IT List Awards,                            | Artiste australien masculin de l'année |          |